# Jean Galmiche
Jean Galmiche (* 24. Januar 1910 in Saint-Étienne, Frankreich; † 29. Januar 2000) war ein französischer Karambolagespieler in den klassischen Disziplinen Freie Partie und Cadre und Billardfunktionär. Er war Vize-Weltmeister, Europameister und vierzehnfacher französischer Meister.

## Biografie
Jean Galmiches Familie väterlicherseits kam ursprünglich aus Belonchamp (Haute-Saône), ließ sich dann später in der Region Saint-Etienne nieder in der Jean dann auch geboren wurde.

### Karriere
Jean Galmiche, ein „Stéphanois“, wie sich die Einwohner von Saint-Étienne selbst nennen, hatte eine lange Sportkarriere, erste Weltmeisterschaftsteilnahme mit 26 Jahren 1936 in Mülhausen, drei Jahre später wurde er in Lausanne Vize-Weltmeisters in der Freie Partie. Am 14. Juli 1979 wurde ihm die Goldmedaille für Jugend und Sport verliehen. Er zeichnete sich durch seine Langlebigkeit im Billard, aber auch in seinen weiteren Sportarten, dem Tennis, Tischtennis und Autorennen, aus. Dies brauchte er als physischen Ausgleich zum anstrengenden Billardspiel. Galmiche war verheiratet und hauptberuflich Händler von Sportartikeln. Er war Schüler des Professeurs (Billardlehrer) Favergeon und hält die meisten französischen Rekorde in der Freien Partie.
Das französische Fachmagazin „Tennis Magazine“ organisierte im Januar 1979 ein außergewöhnliches Turnier zwischen den Inhabern des damaligen Seniorenrekords  Paulette Viel (70 Jahre, Rang 15) und Jean Galmiche (68 Jahre alt, Rang 30).

### Vorstandsarbeit
Er wurde mehrmals als Vize-Präsident in den Vorstand des französischen Billard-Verbandes Fédération Française de Billard (FFB) gewählt. Vorher war er Mitglied und Sekretär des „TC Stéphanois“ (Saint-Étienne).

## Fotogalerie

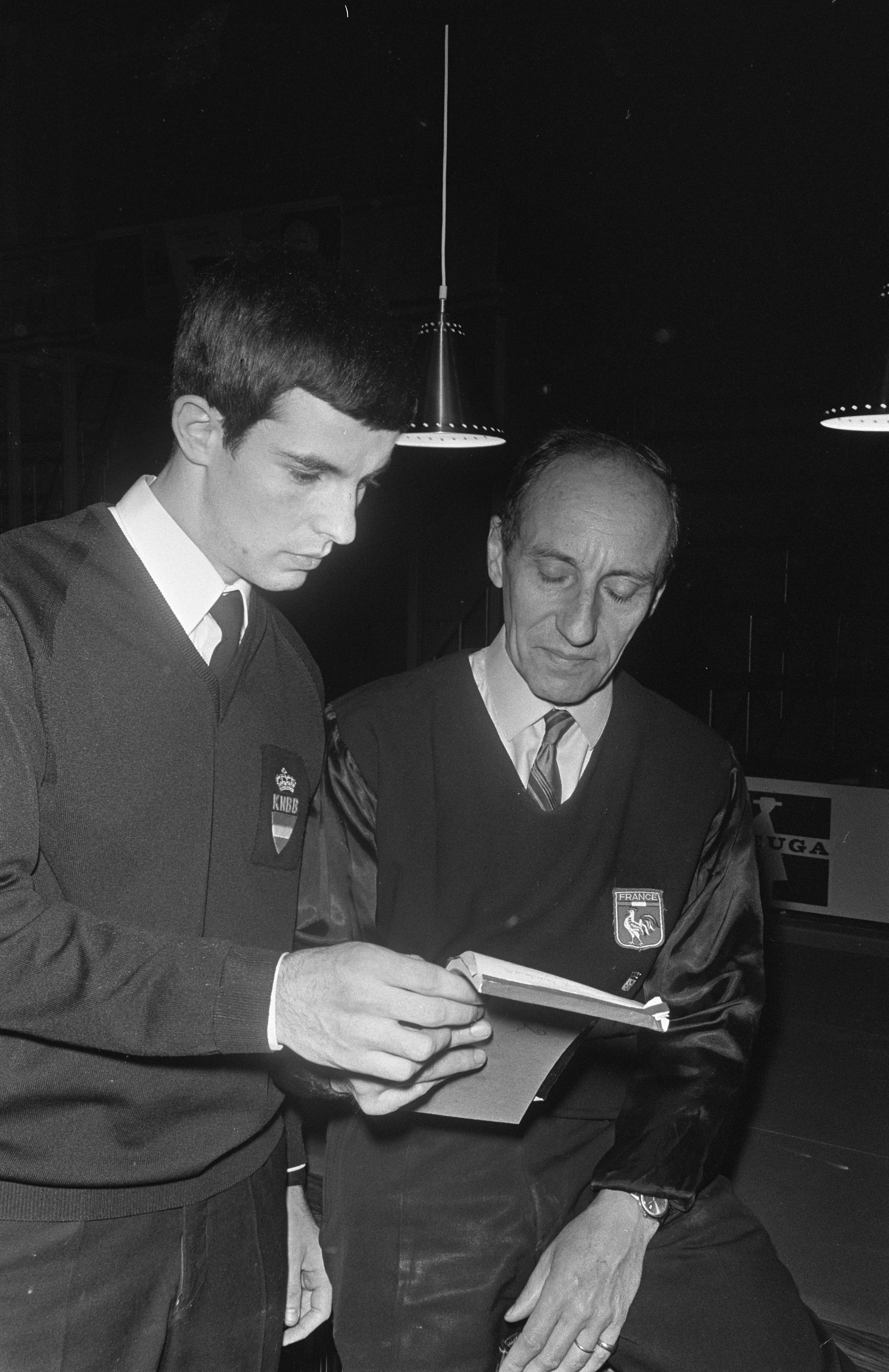
Im Fachgespräch mit Jean Bessems (NDL) 1968 in Amersfoort
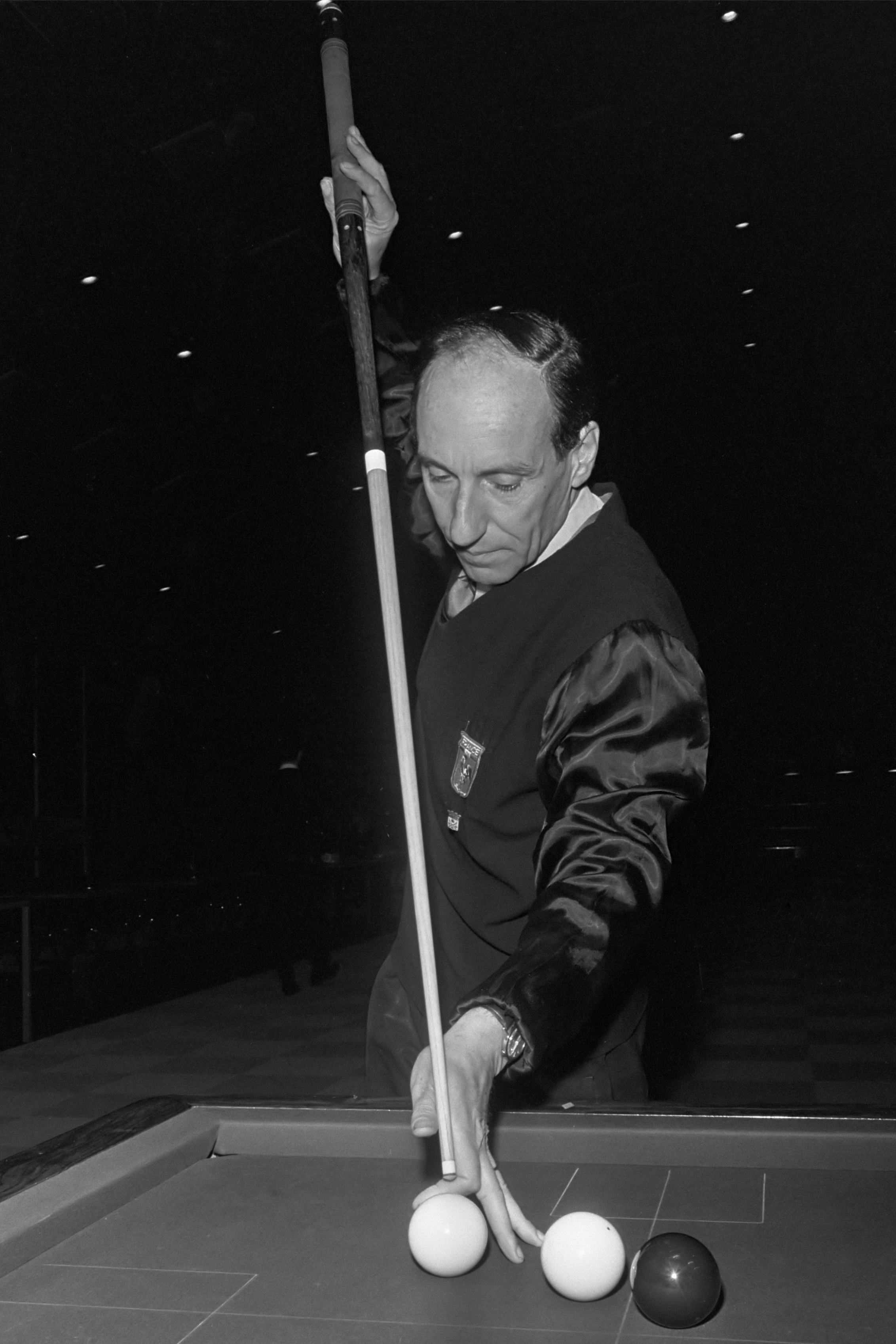
Galmische beim Massé 1968
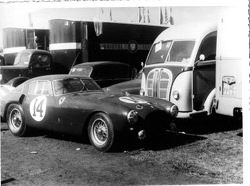
Rallye Haute-Loire
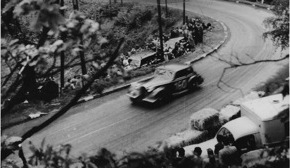
Rennen in seinem Talbot
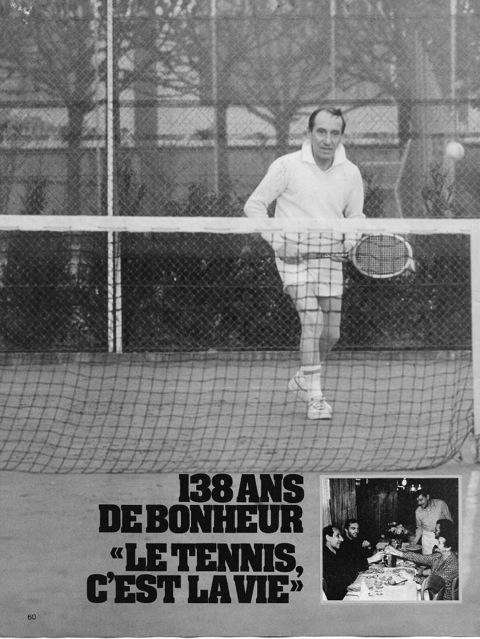
„Tennis Magazine“ 1979

## Erfolge

### International
- Freie-Partie-Weltmeisterschaft  1939
- Fünfkampf-Weltmeisterschaft:   1939
- Cadre-47/2-Europameisterschaft:  1949  1954
- Cadre-71/2-Europameisterschaft:  1957/1

- Fünfkampf-Europameisterschaften für Nationalmannschaften:  1971, 1973

Quellen:

### National
| Jahr | Ort              | #      | GD    |
| ---- | ---------------- | ------ | ----- |
| 1933 | Paris            | Bronze | 00?   |
| 1934 | ?                | Bronze | 00?   |
| 1936 | Marseille        | Bronze | 00?   |
| 1937 | Aix-en-Provence  | Bronze | 00?   |
| 1938 | Saint-Etienne    | Silber | 00?   |
| 1939 | Aix-en-Provence  | Gold   | 00?   |
| 1959 | Clermont-Ferrand | Gold   | 55,55 |
| 1959 | Perpignan        | Silber | 13,66 |
| 1960 | Nantes           | Gold   | 48,61 |
| 1961 | Nogent           | Silber | 37,79 |
| 1962 | Paris            | Gold   | 00?   |
| 1963 | Paris            | Gold   | 32,90 |
| 1964 | Ablon            | Gold   | 41,66 |
| 1966 | Tours            | Silber | 69,32 |

| Jahr | Ort           | #      | GD    |
| ---- | ------------- | ------ | ----- |
| 1963 | Mâcon         | Bronze | 08,28 |
| 1964 | Saint-Étienne | Gold   | 10,58 |
| 1966 | Paris         | Silber | 11,79 |
| 1969 | Nice          | Gold   | 10,93 |

| Jahr | Ort      | #      | GD   |
| ---- | -------- | ------ | ---- |
| 1965 | Asnières | Silber | 00?0 |

| Jahr | Ort   | #      | GD    |
| ---- | ----- | ------ | ----- |
| 1967 | Paris | Bronze | 03,13 |

| Jahr | Ort           | #      | GD    |
| ---- | ------------- | ------ | ----- |
| 1960 | Saint-Étienne | Gold   | 21,?? |
| 1961 | Nantes        | Gold   | 15,23 |
| 1962 | Lyon          | Silber | 18,29 |
| 1963 | Metz          | Silber | 13,95 |
| 1964 | Nantes        | Silber | 18,33 |
| 1966 | Arras         | Silber | 27,03 |
| 1967 | Perpignan     | Bronze | 19,40 |
| 1968 | Saint-Étienne | Silber | 20,91 |
| 1970 | Ablon         | Bronze | 27,11 |

| Jahr | Ort              | #      | GD    |
| ---- | ---------------- | ------ | ----- |
| 1960 | Marseille        | Gold   | 09,74 |
| 1961 | Saint-Etienne    | Silber | 12,32 |
| 1964 | Ablon            | Gold   | 13,23 |
| 1965 | Marseille        | Gold   | 13,04 |
| 1966 | Clermont-Ferrand | Silber | 14,84 |
| 1968 | Moyeuvre         | Bronze | 12,88 |
| 1969 | Nantes           | Gold   | 14,34 |
| 1972 | Lyon             | Silber | 14,47 |